# Orthosiphon robustus
Orthosiphon robustus là một loài thực vật có hoa trong họ Hoa môi. Loài này được Hook.f. mô tả khoa học đầu tiên năm 1885.